# Jetstrøm
En jetstrøm er en kraftig vestenvind, der ofte blæser i 6-15 kilometers højde i jordens troposfære - lige under eller nær tropopausen. Vindhastigheden skal være mindst 30 m/s (=108 km/t) for at kunne blive kaldt en jetstrøm. Jetstrømmene er en del af den atmosfæriske cirkulation.

## Op til fire hovedjetstrømme i troposfæren
Der kan være op til to polare hovedjetstrømme ved polarbreddegrader, én på hver halvkugle (nord og syd) - og op til to mindre subtropiske hovedjetstrømme tættere ved ækvator. På den nordlige halvkugle forekommer den polare jetstrøm oftest mellem breddegraderne 30 og 70 - og den subtropiske jetstrøm mellem 20 og 50 grader.

## Beskrivelse
Jetstrømmen kan f.eks. være 100-200 km bred og op til ca. 5 kilometer høj.
Jetstrømme er typisk ubrudte over lange afstande, men diskontinuiteter er også almindelige. Jetstrømmens bane har typisk en mæanderform, og disse mæanderslyngninger udbreder sig selv mod øst med lavere hastigheder, end den faktiske vind i strømmen. Hver stor bugt eller bølge i jetstrømmen er kendt som en Rossby-bølge. Rossby-bølger bliver forårsaget af ændringer i Coriolis-effekten med breddegraden. Jetstrømme kan dele sig i to, når den støder på et øvre lavtryk, der afleder en del af jetstrømmen under dens base, mens resten af jetstrømmen bevæger sig mod nord.
Vindhastighederne varierer afhængig af temperaturgradienten med middelhastigheder på 55 km/t om sommeren og 120 km/t om vinteren, dog er hastigheder på op til 400 km/t målt.

### Jetstrømme blæser mod øst
Jetstrømme er mest østgående vinde på grund af Coriolis-effekten.

## Jetstrømme og klima
Jetstrømmene har stor betydning for vejrforholdene ved jordoverfladen. Siden 1979 er den nordligste jetstrøm blevet svagere, hvilket sættes i forbindelse med klimaændringerne.